# ليوتومير
ليوتومير (بالإنجليزية: Ljutomer) هي مستوطنة تقع في سلوفينيا في Lower Styria. يقدر عدد سكانها بـ 3,453 نسمة ومساحتها 8.00 كم2 وترتفع عن سطح البحر 171.5 متر.